# عنقص
العُنقـُص أو العُنقُوص (الاسم العلمي: Empusa) هو جنس من الحشرات يتبع الفصيلة العنقصية من رتبة السرعوفيات.

## أنواع العنقص

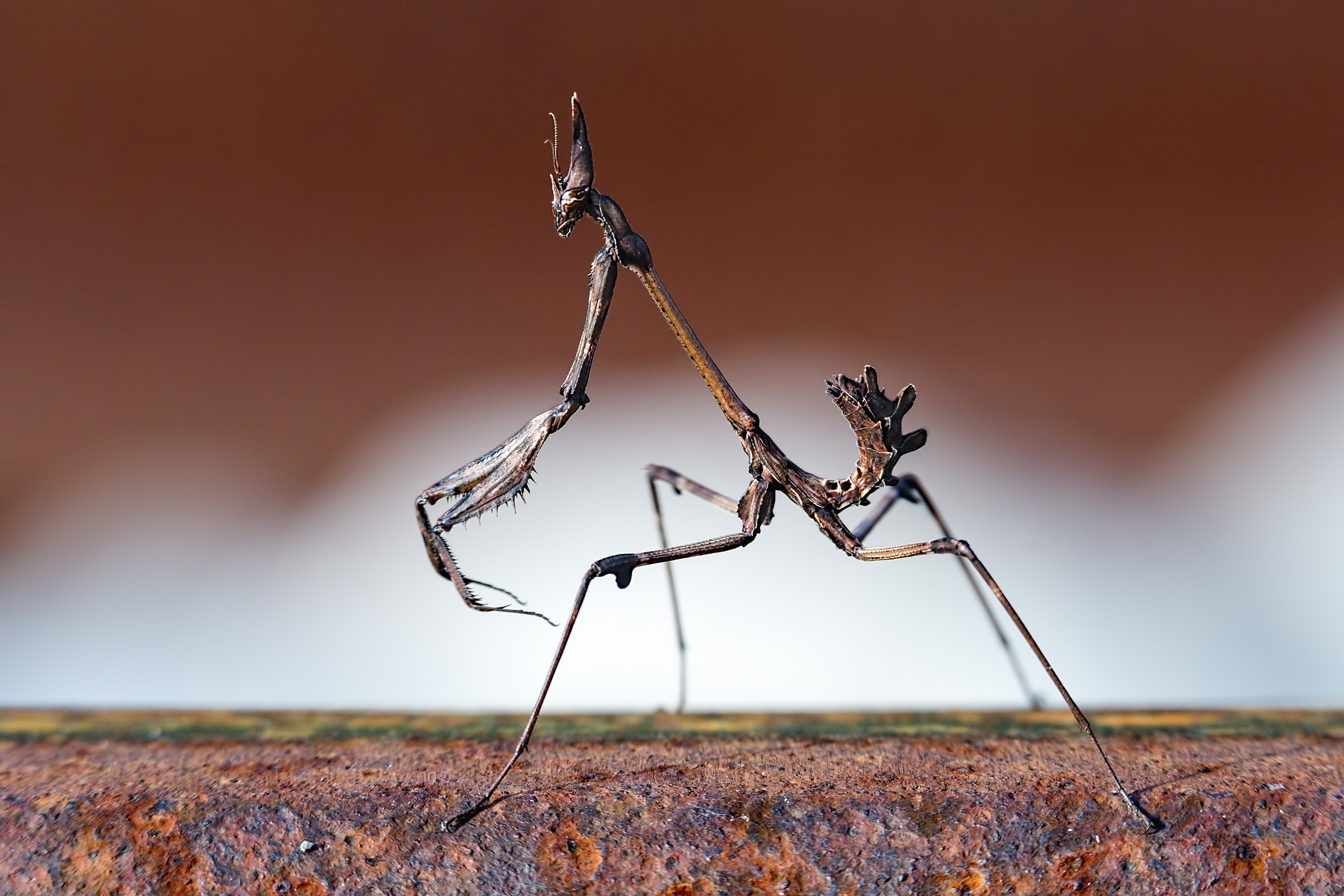
عنقص ثنائي النقط
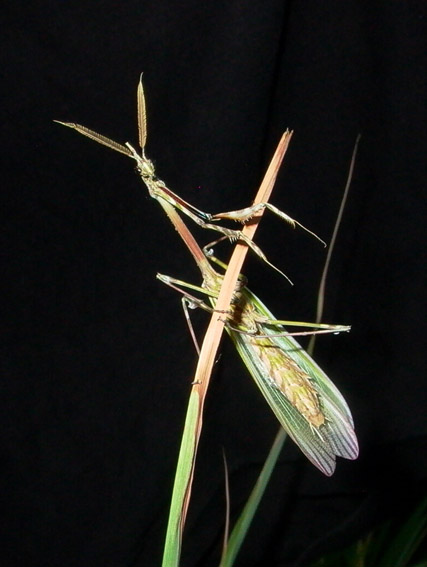
عنقص مخطط
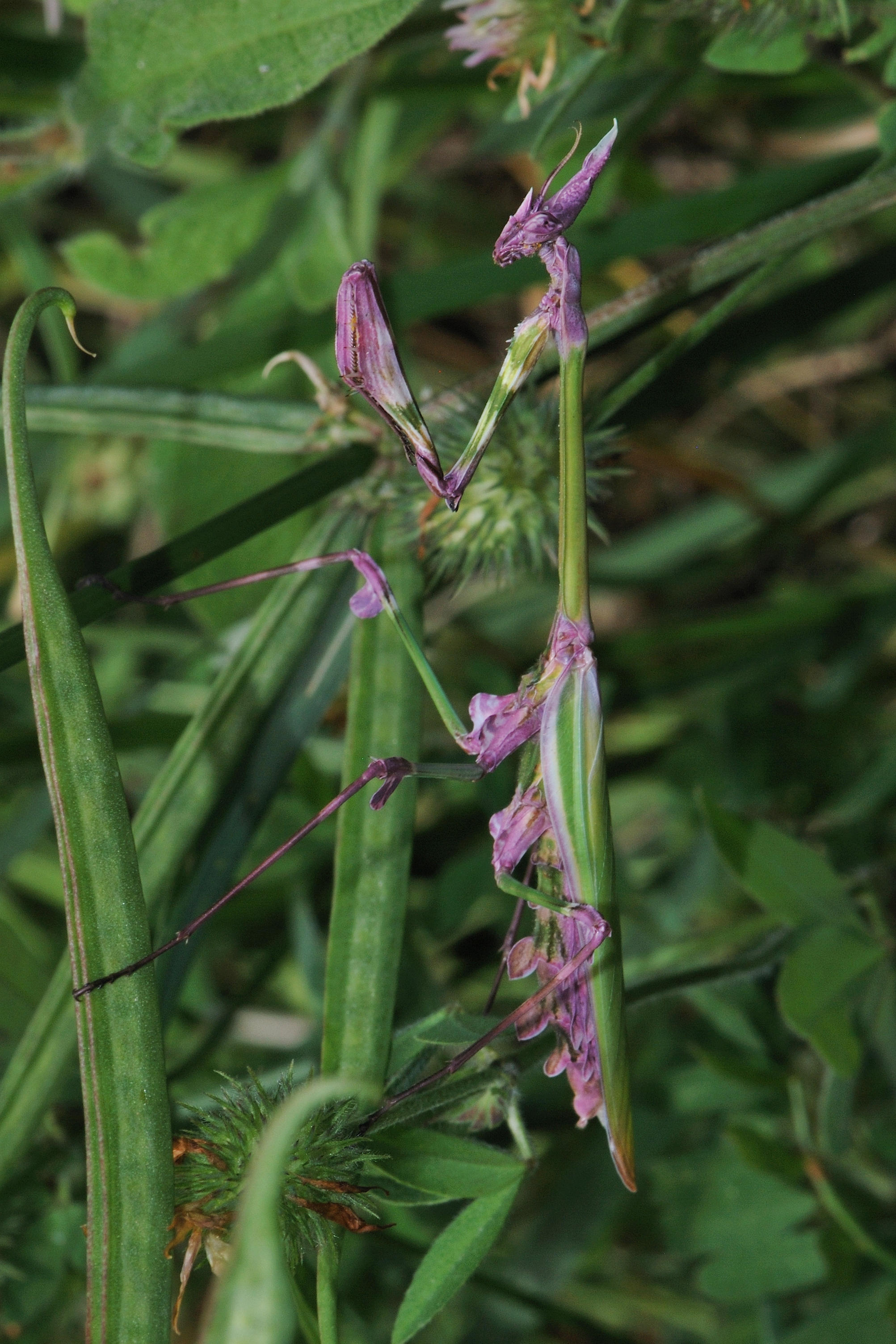
عنقص صغير البقع
- عنقص هدنبورغي
- عنقص طويل العنق
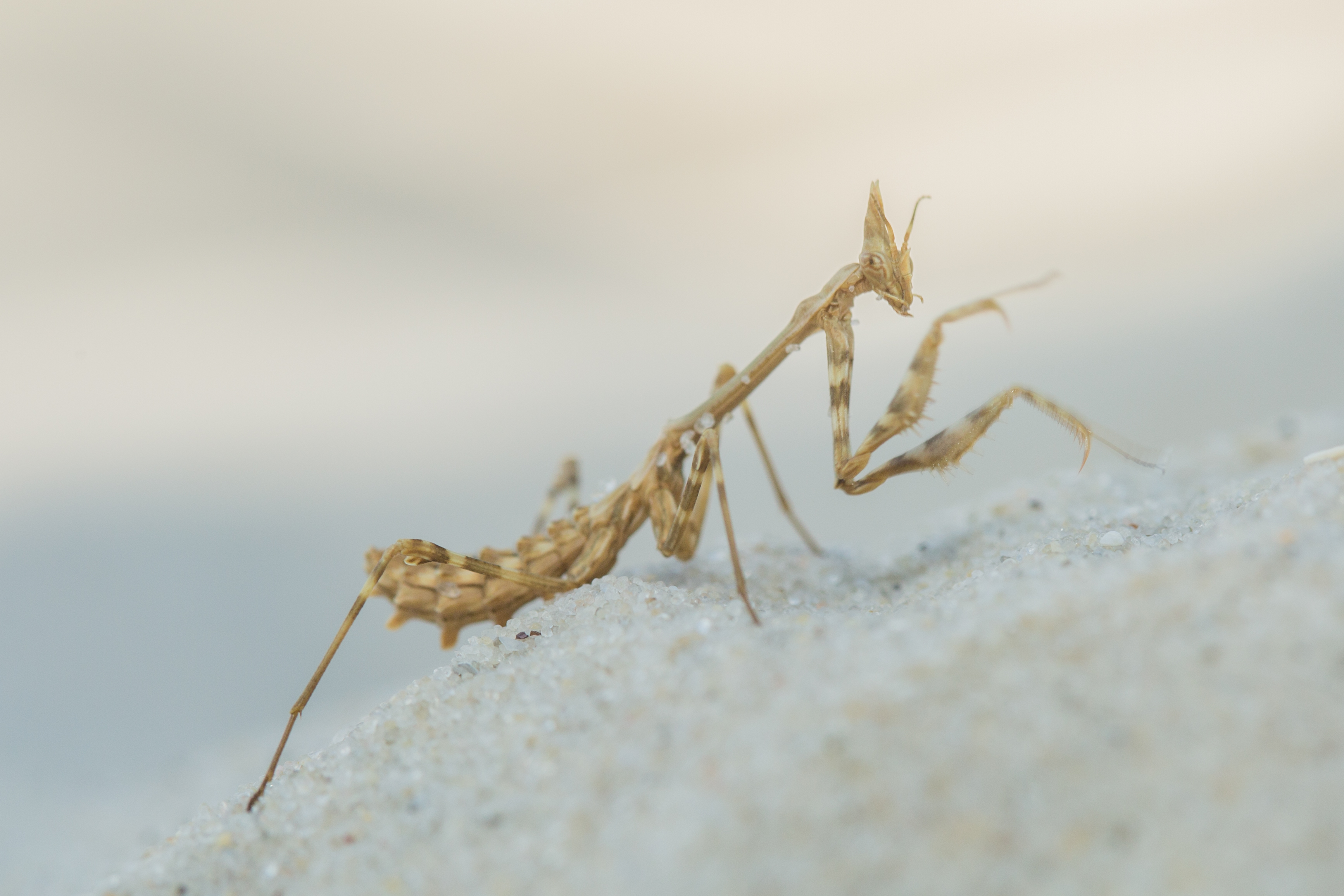
عنقص ريشي
- عنقص ريشي القرون
- عنقص معيني الشكل
- عنقص سقطري
- عنقص شوكي
- عنقص أوفاروفي

- عنقص ريشي
- عنقص ريشي
- عنقص مخطط
- عنقص ريشي القرون